# Fatima Adoum

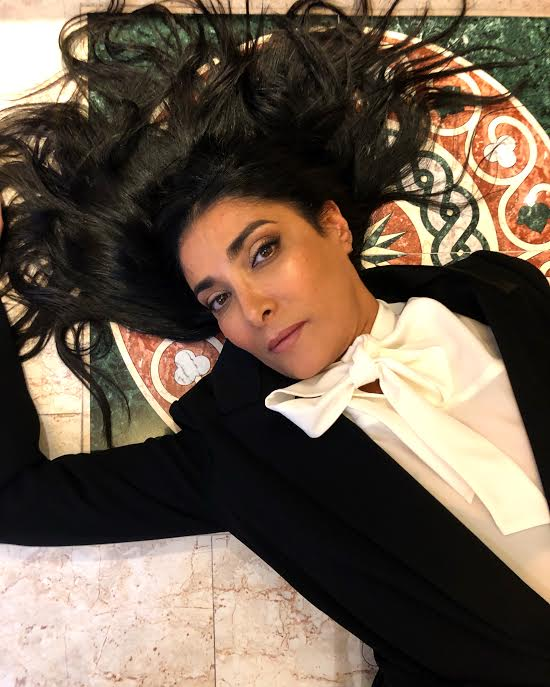
Fatima Adoum, 2018

Fatima Adoum (* 1969 in Lyon) ist eine französische Schauspielerin mit algerischen und spanischen Wurzeln.

## Leben
Fatima Adoum begann während ihrer Schulzeit mit der Schauspielerei und setzte sich bereits mit 18 Jahren auf der Bühne des Theaters Transbordeur (Lyon) mit Antonin Artauds Text Die Nervenwaage auseinander. Neben weiteren Projekten als Schauspielerin, studierte sie Film- und Theaterwissenschaft an der Universität Sorbonne-Pantheon 1 in Paris. Für Gaspard Noés „Irreversibel“ war sie erstmals in einem Kinofilm zu sehen. Ihr Studium schloss sie 2005 mit einer Doktorarbeit über den Bereich der Filmproduktion ab. Seitdem widmet sie sich ganz der Schauspielerei und ist vor allem im Bereich Hörfunk, Film und Fernsehen aktiv, wo sie in Mainstream- aber auch experimentellen Produktionen zu sehen und zu hören ist.
Fatima Adoum lebt und arbeitet in Paris und in London.

## Filmografie

### Kino (Auswahl)
- 2001: Irreversibel (Irreversible) – Regie: Gaspar Noé
- 2002: Funeral – Regie: Newton I. Aduaka
- 2004: Wild Side – Regie: Sébastien Lifshitz
- 2005: Temps morts – Regie: Eléonore Weber
- 2008: La Louve – Regie: Bruno Bontzolakis
- 2010: Stabat mater – Regie: Jean-Luc Herbulot
- 2011: Sherlock Holmes: Spiel im Schatten (Sherlock Holmes – A Game of Shadows) – Regie: Guy Ritchie
- 2012: A Place in the Sun – Regie: Peter Flinth
- 2013: Choral des Todes (La Marque des anges) – Regie: Sylvain White
- 2014: Les Trois Frères: le retour[4] – Regie: Didier Bourdon und Bernard Campan
- 2015: Dealer – Trip in die Hölle (Dealer) – Regie: Jean-Luc Herbulot
- 2018: Das zweite Leben des Monsieur Alain (Un homme pressé) – Regie: Hervé Mimran
- 2018: Hope is French[5] – Regie: Chris Mack
- 2019: Irreversibel – straight cut (Irréversible – Inversion Intégrale) – Regie: Gaspar Noé

### Fernsehserien (Auswahl)
- 2016: Falco (Folge 4x05)
- 2016: Legends (Folgen 2x03–2x04)
- 2016: Hidden
- 2018: The Team (8 Folgen)
- 2018: Illegals, Nielegalni (3 Folgen)
- 2019: Munch (Folge 3x03)
- 2023: Hijack (Miniserie)

## Theater
- Die Nervenwaage (Le Pèse-nerfs) von Antonin Artaud
- Theater für Tiere (Théâtre pour animaux) – Regie und Text: Clément Labail
- Die Vagina-Monologe von Eve Ensler – Regie: Dominique Deschamps
- Andromaque: Racine – Regie: Franck Darras

## Radio
- 2018: A Tale of two cities: Aleppo and London, BBC-Serie
- 2018: Riot Girls: Into The Maze, BBC-Serie
- 2019: Oliver, BBC-Serie